# شهرستان اونتاریو (نیویورک)

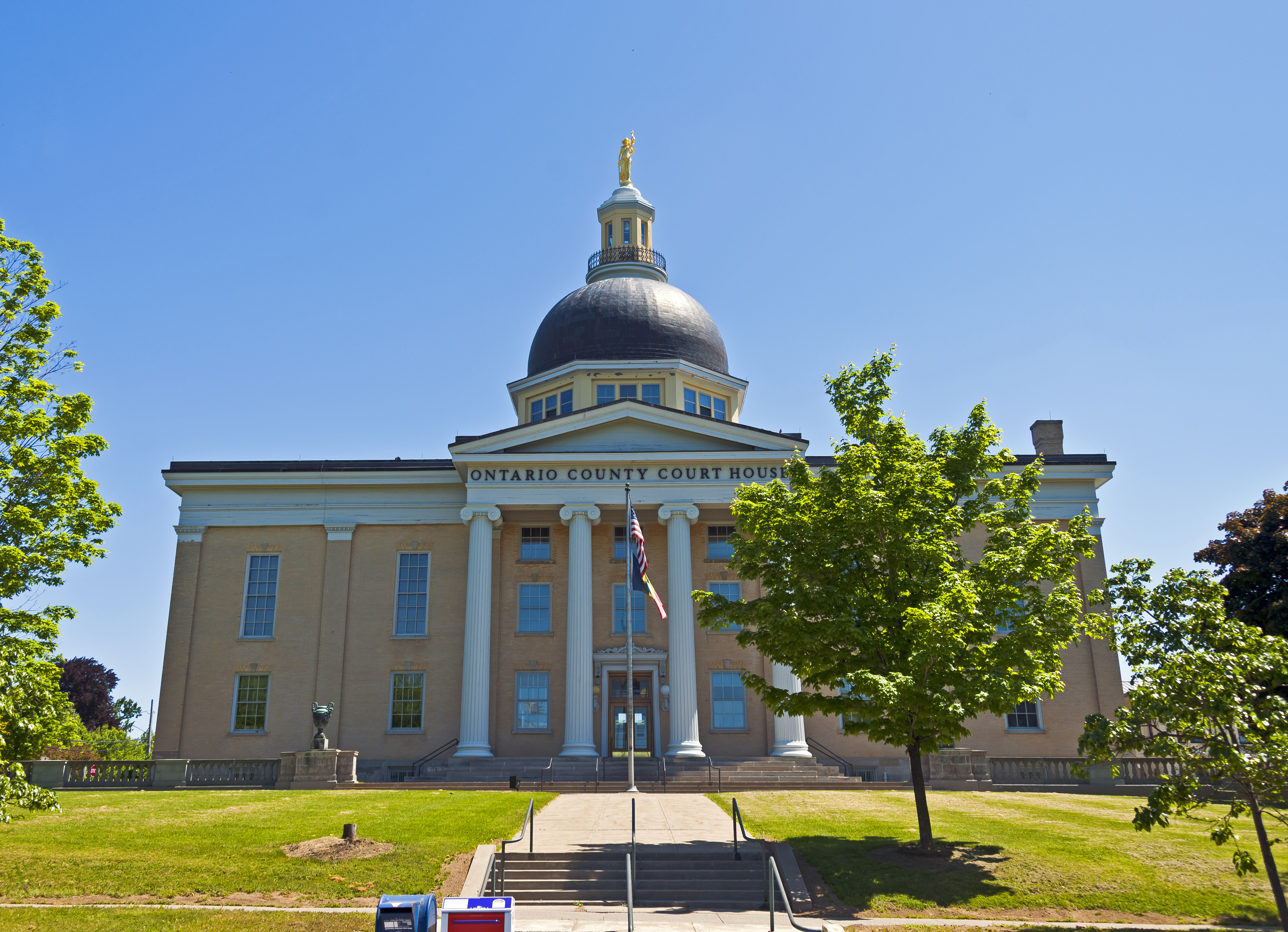
نمایی از داخل شهر

شهرستان اونتاریو (به انگلیسی: Ontario County) واقع در ایالت نیویورک است. جمعیت این شهرستان بر اساس سرشماری سال ۲۰۱۰ آمریکا ۱۰۷۹۳۱ نفر گزارش شده‌است. مرکز شهرستان اونتاریو شهر کاناندی گوا است.این شهرستان در سال ۱۷۸۹ بنیانگذاری شده‌است.